# Paolo Trevisi
Paolo Trevisi (Treviso, 27 luglio 1941 – Treviso, 18 novembre 2015) è stato un attore e regista teatrale italiano.

## Biografia
La sua carriera teatrale inizia nel 1946 nel teatro di prosa, interpretando il Papa Sarto bambino nella commedia Santità di Primo Piovesan; alla fine degli anni 50 partecipa al Club “La Torre” assieme al giovane Carmelo Bene. Nel 1963 è capocomico e fonda la compagnia goldoniana I giovani, annoverando nel cast gli attori Gino Cavalieri, Milena Capodaglio, fuoriusciti dalla Compagnia di Cesco Baseggio. 
Dal 1973 al 1982, insieme a Carlo Alberto Cappelli, è stato regista stabile dell’Arena di Verona e nel 1983 Direttore Artistico del Teatro comunale Mario Del Monaco di Treviso. Dal 1980 al 1989 è stato Direttore Scenotecnico del Teatro Naçional de São Carlos di Lisbona. Dal 1992 al 1999 è stato Direttore Tecnico del Macao International Music Festival di Macao. Prosegue la carriera con regia di diverse opere liriche in Italia ed all'estero, arrivando nel 1989 alla direzione della Turandot a Macao dove era vietata. Nel 1993 è stato nominato consigliere del direttivo dell’Ente Autonomo La Biennale di Venezia.
Nel 1995 è nominato Presidente dell'Istituto Musicale Francesco Manzato di Treviso.
Nel 2000 ritorna alle scene, rifondando la compagnia goldoniana I Giovani Ritrovati e inserendo nella compagnia Toni Barpi e Wanda Benedetti. Nel 2002 è nominato Assessore alla Cultura nel Comune di Villorba. Nel biennio 2014-2015 interpreta il Doge ne Il mercante di Venezia, con Giorgio Albertazzi e Franco Castellano.

## Teatro

### Regia

#### Opere liriche
- I quattro rusteghi di Ermanno Wolf-Ferrari, Teatro Comunale di Treviso, 30 dicembre 1976 (Direttore d'orchestra: Nino Verchi; principali interpreti: Alida Ferrarini, Amelia Benvenuti, Giorgio Tadeo)[12]
- La Boheme di Giacomo Puccini, Teatro Comunale di Treviso, 16 dicembre 1977 (Direttore d'orchestra: Roberto Manfredini; principali interpreti: Vincenzo Bello, Mariana Niculescu, Ettore Nova, Ferruccio Furlanetto)
- Un ballo in maschera di Giuseppe Verdi, Teatro Giuseppe Verdi di Padova, 1977 (Direttore d'orchestra: Manno Wolf-Ferrari; principali interpreti: Vincenzo Bello, Mara Zampieri, Silvana Mazzieri)
- La Boheme di Giacomo Puccini, Teatro Filarmonico di Verona, 8 aprile 1978 (Direttore d'orchestra: Umberto Cattini; principali interpreti: Ottavio Garaventa, Giorgio Zancanaro, Leo Nucci)
- Il barbiere di Siviglia di Gioachino Rossini, Teatro Giovanni Battista Pergolesi di Jesi, 8 ottobre 1978 (Direttore d'orchestra: Nino Bonavolontà; principali interpreti: Francesco Signor, Bianca Maria Casoni, Rolando Panerai, Aldo Protti)
- I pescatori di perle di Georges Bizet, Teatro Sociale di Rovigo, 22 ottobre 1978 (Direttore d'orchestra: Jean Claude Hartemann; principali interpreti: Antonio Bevacqua, Gian Koral, Bruno Marangoni)
- La Sonnambula di Vincenzo Bellini, Teatro Comunale di Treviso, 17 novembre 1978 (Direttore d'orchestra: Gian Paolo Sanzogno; principali interpreti: Maurizio Mazzieri, Alida Ferrarini, Max Renè Cosotti)
- Don Pasquale di Gaetano Donizetti, Teatro Comunale di Treviso, 16 novembre 1979 (Direttore d'orchestra: Alberto Zedda; principali interpreti: Simone Alaimo, Pietro Ballo, Adelina Scarabelli)
- I quattro rusteghi di Ermanno Wolf-Ferrari, Teatro La Fenice di Venezia, 15 febbraio 1980 (Direttore d'orchestra: Maximiano Valdés; principali interpreti: Alfredo Mariotti, Mario Guggia, Rosa Laghezza, Mariella Adani)
- Il Campiello di Ermanno Wolf-Ferrari, Teatro Comunale di Treviso, 7 novembre 1980 (Direttore d'orchestra: Massimo Pradella; principali interpreti: Mario Guggia, Alessandro Corbelli, Alfredo Mariotti, Carmen Lavani)
- Andrea Chenier di Umberto Giordano, Teatro Giovanni Battista Pergolesi di Jesi, 18 ottobre 1981 (Direttore d'orchestra: Francesco Maria Martini; principali interpreti: Giorgio Merighi, Angelo Romero, Rita Orlandi Malaspina)
- Mosè in Egitto di Gioachino Rossini, Teatro Nacional de São Carlos Lisboa, 1981 (prima mondiale moderna edizione 1819, revisione e direzione di Claudio Scimone)
- La forza del destino di Giuseppe Verdi, Teatro Comunale di Treviso, 17 dicembre 1981 (Direttore d'orchestra: Carlo Franci; principali interpreti: Armando Caforio, Josella Ligi, Juan Galindo)
- Il barbiere di Siviglia di Gioachino Rossini, Théâtre du Capitole de Toulouse, 7 maggio 1982
- Don Carlo di Giuseppe Verdi, Teatro Comunale di Treviso, 1 dicembre 1982 (Direttore d'orchestra: Armando Gatto; principali interpreti: Byung Woon Kang, Lawrence Bakst, Mauro Augustini)
- Luisa Miller di Giuseppe Verdi, Teatro Nacional de São Carlos Lisboa, 1983 (Direttore d'orchestra: Franco Ferraris; principali interpreti: Beniamino Prior, Mara Zampieri, Giorgio Zancanaro, Dimitri Petkov)
- La Gioconda di Amilcare Ponchielli, Théâtre Antique de Orange, 23 luglio 1983 (Direttore d'orchestra: Eugenio Marco; principali interpreti: Montserrat Caballé)
- Il vascello fantasma di Richard Wagner, Teatro Comunale di Treviso, 13 novembre 1983 (Direttore d'orchestra: Armando Gatto; principali interpreti: Josella Ligi, Clara Foti, Licinio Montefusco)
- La Sonnambula di Vincenzo Bellini, Théâtre du Capitole de Toulouse, 9 dicembre 1983
- La cenerentola di Gioachino Rossini, Grand Théâtre de Bordeaux, 14 gennaio 1984 (Direttore d'orchestra: Gianfranco Rivoli; principali interpreti: Lucia Valentini Terrani, Sesto Bruscantini, Paolo Montarsolo)
- Lucia di Lammermoor di Gaetano Donizetti, Théâtre du Capitole de Toulouse, 19 ottobre 1984 (Direttore d'orchestra: Yoshinori Kikuchi; principali interpreti: Jenny Drivala, Vinson Cole, Matteo Manuguerra)
- I quattro rusteghi di Ermanno Wolf-Ferrari, Teatro Comunale di Treviso, 9 novembre 1984 (Direttore d'orchestra: Ettore Gracis; principali interpreti: Alfredo Mariotti, Fedora Barbieri, Angelo Nosotti, Elisabetta Tandura)
- Anna Bolena di Gaetano Donizetti, Teatro Nacional de São Carlos Lisboa, 24 maggio 1984 (Direttore d'orchestra: Franco Ferraris; principali interpreti: Fiorenza Cossotto, Ivo Vinco, Mara Zampieri)
- La Gioconda di Amilcare Ponchielli, Teatro Nacional de São Carlos Lisboa, 24 giugno 1984 (Direttore d'orchestra: John Neschling; principali interpreti: Galina Savova, Fiorenza Cossotto, Nunzio Todisco)
- Il Pirata di Vincenzo Bellini, Teatro Comunale di Treviso, 13 dicembre 1984 (Direttore d'orchestra: Angelo Campori; principali interpreti: Alessandro Cassis, Jenny Drivala, Donella Del Monaco)
- La cenerentola di Gioachino Rossini, Théâtre du Capitole de Toulouse, 11 gennaio 1985 (Direttore d'orchestra: Gianfranco Rivoli; principali interpreti: Lucia Valentini Terrani, Renato Capecchi, Paolo Montarsolo, Roderick Kennedy)
- Andrea Chénier di Umberto Giordano, Teatro Comunale di Treviso, 19 novembre 1985 (Direttore d'orchestra: Fernando Guarnieri; principali interpreti: Amedeo Zambon, Antonio Salvadori, Maria Parazzini)
- Otello di Giuseppe Verdi, Théâtre du Capitole de Toulouse, 24 ottobre 1986
- Madama Butterfly di Giacomo Puccini, Teatro Comunale di Treviso, 16 novembre 1986 (Direttore d'orchestra: Tiziano Severini; principali interpreti: Yasuko Hayashi, Giorgio Tieppo, Franco Sioli)
- Il barbiere di Siviglia di Gioachino Rossini, Palm Beach Opera, 9 gennaio 1987 (Direttore d'orchestra: Anton Guadagno; principali interpreti: Dean Peterson, Roberto Coviello, Eduard Giménez, Henriette Kristhea, Enrico Fissore)
- Turandot di Giacomo Puccini, Teatro Giovani Battista Pergolesi di Jesi, 13 ottobre 1987 (Direttore d'orchestra: Filippo Zigante; principali interpreti: Maria Noto Sokolinska, Nicola Martinucci, Fiorella Prandini)
- Aida di Giuseppe Verdi, Palm Beach Opera, 11 dicembre 1987 (Direttore d'orchestra: Anton Guadagno; principali interpreti: Maurizio Frusoni, Ambra Vespasiani, Leona Mitchell)
- Werther di Jules Massenet, Teatro Comunale di Treviso, 15 novembre 1987 (Direttore d'orchestra: Tiziano Severini; principali interpreti: Vincenzo Bello, Fiorenza Cossotto, Ivo Vinco)
- L'italiana in Algeri di Gioachino Rossini, Teatro Nacional de São Carlos Lisboa, 1988 (Direttore d'orchestra: John Neschling; principali interpreti: William Matteuzzi, Simone Alaimo, Elvira Ferreira, José Fardilha)
- Macbeth di Giuseppe Verdi, Bunka Kaikan di Tokyo, 15 luglio 1988 (Direttore d'orchestra: Michelangelo Veltri; principali interpreti: Justino Díaz, Shirley Verrett, Carlo Colombara)
- Simon Boccanegra di Giuseppe Verdi, Teatro Verdi di Sassari, 26 ottobre 1988 (Direttore d'orchestra: Alberto Peyretti; principali interpreti: Renato Bruson, Mario Sereni, Josella Ligi, Nikola Gjuzelev, Lucio Gallo, Vincenzo Bello)
- Carmen di Georges Bizet, Teatro Giovanni Battista Pergolesi di Jesi, 8 novembre 1988 (Direttore d'orchestra: Maximiano Valdés; principali interpreti: Marta Senn, Vincenzo Bello, Mauro Augustini)
- I vespri siciliani di Giuseppe Verdi, Teatro Curci di Barletta, 19 novembre 1988 (Direttore d'orchestra: Francesco Prestia; principali interpreti: Ettore Nova, Fabio Armiliato, Carlo Colombara)
- Nabucco di Giuseppe Verdi, Teatro Sociale di Mantova, 23 novembre 1988 (Direttore d'orchestra: Paolo Peloso; principali interpreti: Alessandro Cassis, Maria Noto, Antonio Marcenò)
- Simon Boccanegra di Giuseppe Verdi, Teatro Municipale di Piacenza, 12 febbraio 1989 (Direttore d'orchestra: Marcello Rota; principali interpreti: Licinio Montefusco, Bonaldo Giaiotti, Josella Ligi)
- Tosca di Giacomo Puccini, Teatro Romano di Benevento, 28 giugno 1989 (Direttore d'orchestra: Stefano Pellegrino; principali interpreti: Rajna Kabaivanska, Maurizio Frusoni, Ettore Nova)
- Il Campiello di Ermanno Wolf-Ferrari, Teatro Comunale di Treviso, 6 ottobre 1989 (Direttore: Massimo De Bernart; principali interpreti: Rosetta Pizzo, Ugo Benelli, Cosetta Tosetti, Max Renè Cosotti)
- La Bohème di Giacomo Puccini, Teatro Verdi di Sassari, 1 novembre 1989 (Direttore: Bruno Aprea; principali interpreti: Luca Canonici, Roberto Servile, Giovanni Furlanetto, Daniela Mazzucato, Fiamma Izzo)
- Tosca di Giacomo Puccini, Teatro Curci di Barletta, 23 novembre 1989 (Direttore d'orchestra: Stefano Pellegrino; principali interpreti: Emanuela Sallucci, Walter Donati, Bruno Dal Monte)
- Il barbiere di Siviglia di Giocachino Rossini. Teatro Sociale di Como, 5 dicembre 1989 (Direttore d'orchestra: Enrico Collina; principali interpreti: Vittorio Terranova, Enrico Fissore, Denia Mazzola, Franco Giovine, Giovanni Furlanetto)
- Otello di Giuseppe Verdi, Teatro Nacional de São Carlos Lisboa, 1989 (Direttore d'orchestra: Jan Latham-Koenig; principali interpreti: Placido Domingo, Natalia Troitskaya, Robert McFarland, Josè Fardilha)
- Suor Angelica di Giacomo Puccini, Teatro Municipale di Piacenza, 12 gennaio 1990 (Direttore: Giacomo Zani; principali interpreti: Adriana Morelli, Clara Foti)
- Cavalleria rusticana di Pietro Mascagni, Teatro Municipale di Piacenza, 12 gennaio 1990 (Direttore: Giacomo Zani; principali interpreti: Lando Bartolini, Fiorenza Cossotto, Franco Giovine)
- Don Giovanni di Wolfgang Amadeus Mozart, Shinjuku Bunka Center Opera Fujiwara Tokyo, 20 novembre 1990 (Direttore d'orchestra: Bruno Aprea; principali interpreti: Antonio Salvadori)
- Werther di Jules Massenet, Teatro Nacional de São Carlos Lisboa, 1990 (Direttore d'orchestra: Gian Paolo Sanzogno; principali interpreti: Alfredo Kraus, Ileana Cotrubas, Elsa Saque, Jorge Vaz de Carvalho)
- Il trovatore di Giuseppe Verdi, Teatro Massimo Vincenzo Bellini di Catania, 2 luglio 1991 (Direttore d'orchestra: Roberto Manfredini; principali interpreti: Roberto Servile, Gail Gilmore, Ottavio Garaventa, Sharon Spinetti)
- Il Campiello di Ermanno Wolf-Ferrari, Teatro Verdi di Trieste - Sala Tripcovich, 14 febbraio 1992 (Direttore d'orchestra: Niksa Bareza; principali interpreti: Daniela Mazzucato, Giusy Devinu, Ildebrando D'Arcangelo)
- L'elisir d'amore di Gaetano Donizetti, Teatro Municipale di Piacenza, 8 aprile 1992 (Direttore: Marcello Rota; principali interpreti: Alessandra Ruffini, Pietro Ballo, Marco Camastra)
- L'italiana in Algeri di Giocahino Rossini, Teatro Verdi di Sassari, 26 novembre 1992 (Direttore d'orchestra: Sandro Sanna; principali interpreti: Francesca Franci, Bruno De Simone, Maurizio Picconi, Justin Lavender)
- La voix humaine di Francis Poulenc, Teatro Verdi di Trieste - Sala Tripcovich, 2 febbraio 1993 (Direttore d'orchestra: Niksa Bareza; principali interpreti: Sylvie Valayre)
- Cavalleria rusticana di Pietro Mascagni, Teatro Verdi di Trieste - Sala Tripcovich, 2 febbraio 1993 (Direttore d'orchestra: Niksa Bareza; principali interpreti: Giovanna Casolla, Franco Giovine, Kristján Jóhannsson)
- La Bohème di Giacomo Puccini, Palm Beach Opera, 12 marzo 1993 (Direttore d'orchestra: Anton Guadagno; principali interpreti: Charles Huddleston, Fabio Armiliato, Renata Daltin)
- Il feudatario di Bruno Coli, Teatro Comunale di Treviso, 23 luglio 1993 (prima esecuzione assoluta; Spettacolo del Bicentenario Goldoniano: 1793-1993) (principali interpreti: Michele Di Mauro, Fiorenza Brogi, Bob Marchese, Irene Noce, Oliviero Corbetta, Giuseppe Rispolo, Gian Maria Talamo, Massimo Romagnoli, Emma Dante, Tommaso Todesca)
- I quattro rusteghi di Ermanno Wolf-Ferrari, Teatro Comunale di Treviso, 24 settembre 1993 (Direttore d'orchestra: Donato Renzetti; principali interpreti: Donato Di Stefano, Cinzia De Mola, Lorenzo Regazzo)
- Turandot di Giacomo Puccini, Macao International Music Festival, 31 ottobre 1993 (prima esecuzione assoluta dell'opera in Cina) (Direttore d'orchestra: Renato Palumbo; principali interpreti: Galina Savoya, Vitaly Taraschenko, Elsa Saque, Carsten Stabell)
- Il trovatore di Giuseppe Verdi, Macao International Music Festival, 26 ottobre 1995 (Direttore d'orchestra: Renato Palumbo; principali interpreti: Elisabete Matos, Elena Obrazcova, Vincenzo Bello)
- Tosca di Giacomo Puccini, Teatro Nacional de São Carlos Lisboa, 1995 (principali interpreti: Anna Tomowa-Sintow, Walter Fraccaro, James Morris)
- Tosca di Giacomo Puccini, Macao International Music Festival, 20 ottobre 1996 (Direttore d'orchestra: Renato Palumbo; principali interpreti: Anna Tomowa-Sintow, Warren Mok, Donald Maxwell, Domenico Trimarchi)
- Carmen di Georges Bizet, Macau Instituto Cultural, 25 ottobre 1997 (Direttore d'orchestra: Renato Palumbo; principali interpreti: Svetlana Sidorova, Warren Mok, Martin Bronikowski, Elsa Saque)
- Un ballo in maschera di Giuseppe Verdi, Macao International Music Festival, 31 ottobre 1998 (Direttore d'orchestra: Renato Palumbo; principali interpreti: Warren Mok, Elena Obraztsova, Ana Tomowa-Sintow)
- Aida di Giuseppe Verdi, Macau Cultural Center, Macau Cultural Center, 16 ottobre 1999 (Direttore d'orchestra: Renato Palumbo; principal interpreti: Galina Gorchakova, Maurizio Frusoni, Irina Gelakhova)
- Der fliegende hollander di Richard Wagner, Macau Cultural Center (passaggio di Macao alla Cina), 1999 (Direttore d'orchestra: Renato Palumbo; principali interpreti: Bernd Weikl, Elizabeth Connell)
- La traviata di Giuseppe Verdi, Festival Puccini di Torre del Lago, 2012 (Direttore d'orchestra: Fabrizio Maria Carminati; principali interpreti: Silvia Dalla Benetta, Massimiliano Pisapia, Stefano Antonucci)
- Il Campiello di Ermanno Wolf-Ferrari, Teatro Malibran di Venezia, 28 febbraio 2014 (Direttore d'orchestra: Stefano Romani; principali interpreti: Roberta Canzian, Max Renè Cosotti, Nicola Pamio)

## Pubblicazioni
- La teatralità nell’opera di Riccardo Zandonai, in: La teatralità in Zandonai (Atti del convegno 1990)[13]
- Omaggio al baritono Piero Biasini, di Paolo Padoan (Comune di Ponzano Veneto, 2003)[14]

## Discografia
- Il Campiello di Ermanno Wolf-Ferrari, 1992 Live Teatro Verdi di Trieste, Edizioni Ricordi Fonit Cetra

## Onorificenze
- Medalha de Mérito Cultural del Portogallo dal Presidente della Repubblica Mario Soares (1995)[15]

- Paul Harris Fellow dal Rotary International (1996)
- Nel 1997 in occasione del novantesimo di fondazione della Tokyo College of Music gli viene conferita la Laurea Honoris Causa.
- Medalha de Mérito Cultural di Macao (1998)[16]
- Cavaliere Ordine al merito della Repubblica italiana (2012)[17]